# Cyperus grayioides
Cyperus grayioides là loài thực vật có hoa trong họ Cói. Loài này được Mohlenbr. mô tả khoa học đầu tiên năm 1959.